# 古乃ほの
古乃 ほの（ふるの ほの、2001年〈平成13年〉8月10日 - ） は、日本のAV女優。Y's Entertainmentを経てアトラクティブ所属。
旧芸名は古川 ほのか。
台湾語表記は古乃 穗乃。

## 略歴

### デビュー以前
小学校高学年の時にコンビニでレディコミを見て性に目覚める。その後パソコンでAVの存在を知り、セックスを『してみたい』と思った。小学4年生で初めてAVを見る。それはレイプ作品であり、この影響からか10代の頃、彼氏に「首絞めてほしい」と頼んだ事もある。
デビュー直後のインタビューでは「初体験は高校1年生の頃」(別のインタビュー では高校生ぐらいと答えている)。「相手は先輩で自分から告白をして、何度目かのデートの後だった。その後は学校の空き教室とか、学校の女子トイレでしたり、1時間セックスをできる場所を探し歩いてビルとビルの隙間で行った」と回答。しかし2024年のウェブラジオ番組『古川ほのかののーぷろぶれむ♡』において、この時期に発しているこれら高校時代の話は、モテてる時期があったほうがいいだろうと思った故の作り話で、高校3年間でまともな彼氏がいたことはなく、キスしたこともない旨を明かしている。
アイドルを目指していたが途中で夢をあきらめ（後年高校時代3年間地下アイドル活動歴があることを明かしている）、ライブハウスでアルバイトをしていたこともあった。

### AVデビュー
逃げ癖をなくしたいと、「下着一枚でも不敵に微笑む、クレバーでかっこいい女性」に憧れ、2022年5月にアイデアポケット専属のAV女優としてデビューする。
2022年6月11日〜6月17日のFANZA 単体作品 週間ランキングにおいて『未体験AVエッチ4本番 初めて尽くし全7コーナー220分!!古川ほのか』が10位を獲得｡
2022年9月24日〜9月30日のFANZA VR動画 週間ランキングにおいて『【古川ほのか初VR】大ボリューム168分 2SEX 6コーナー!!キスしまくりおっぱい舐めまくりち○ぽいじられ放題!朝から晩までイチャハメ神同棲』が3位を獲得 ｡10月1日〜10月7日のランキングでは8位を獲得した｡11月12日〜11月8日のランキングで4位にランクアップ｡
2023年1月6日からテレビ東京系列の深夜番組『月ともぐら』に出演。
2023年1月7日〜1月13日のFANZA 単体作品 週間ランキングにおいて2022年9月発売の『出張先が記録的豪雨で童貞部下と突然相部屋に…雨で濡れた身体に興奮した部下に襲われ朝まで9発のびしょ濡れ絶倫性交 古川ほのか』が4位にランクアップ｡
2023年2月24日より開催のキャンペーン企画『アイポケキャンペーン2023』のキャンペーンガールに桃乃木かな、相沢みなみ、桜空もも、天海つばさ、希島あいり、西宮ゆめ、明里つむぎ、加美杏奈、二葉エマ、梓ヒカリ、八蜜凛、庵ひめかと共に選出。また未歩なな、宮下玲奈、庵ひめか、安達夕莉、五芭と共に3月14日から31日まで開催のキャンペーン企画『新生活応援キャンペーン』のキャンペーンガールにも選出された 。
ファントラが初めてTRE台北国際成人展 にブースを出展し、ファントラ特典対応物販(撮影会)を行うにあたって、出演メンバーとして、宮下玲奈、石川澪 、未歩ななとともに選ばれた。台湾で2023年8月4日から8月6日の日程で2人1組でのイベント撮影会に参加。古川にとって初の海外イベントとなった。
2023年12月15日から2024年1月19日まで開催されたキャンペーン企画『歳末新春SUPERキャンペーン2023-2024』のキャンペーンガールに架乃ゆら、七ツ森りり、うんぱい、未歩なな、八木奈々、石川澪、葵いぶき、宮下玲奈、石原希望と共に選出された 。
2023年10月5日にトム・ブラウン × 八木奈々＆未歩なな＆古川ほのかチームで『舞台版 月ともぐら 胸キュングランプリ』の舞台に立ち、単車とかわいい女の子を合体させた単車ガールズグリーンを演じた。これをきっかけに、『お月ちゃんのうた』プロジェクトの第1弾として3人が『Mi LUNA from お月ちゃんのうた』のメンバーとなり、2023年12月22日配信デビューした。
2023年12月23日〜12月29日のFANZA VR動画 週間ランキングにおいて7月配信の『【8KVR】 古川ほのかと究極イチャラブ同棲生活VR かつてないほどの臨場感！超鮮明で超リアル！ノーカットで体感する究極のセックス！ 古川ほのか』が9位にランクアップ ｡
デジタル写真集「CountSheep(カウントシープ)」、「#Escape(エスケープ)/#LadyMary(レディマリー)」、「とられち」の合同写真展『360° -フィクションとリアル-』が2024年1月30日(火)より2月4日(日)まで、渋谷ルデコで開催され作品が展示される。2月1日に在廊。『思ったよりファンの方との距離が近いイベントだったので、たくさんコミュニケーションが取れたし、写真展を通じてファンの方と仲良くなれた』とコメントしている。
2024年2月に第39回のfempassカバーモデルに選ばれた。
2024年2月3日に冠ラジオ番組の『古川ほのかののーぷろぶれむ』でゲストに八木奈々を迎えて公開収録が行われた。
2024年2月24日～3月1日の集計期間でFANZA VR動画週間ランキングにおいて2023年11月配信の『8Kソープ イチャイチャ接吻大好きソープ嬢 ～常連以上、彼氏未満のタメ口接客でずーっとベロキス～ 古川ほのか』が4位にランクアップした 。
2024年3月3日に福島裕二による「古川ほのかブックレット撮影現場体験イベント」が行われた｡
2024年5月14日から6月21日まで開催のキャンペーン企画『アイポケキャンペーン2024』のキャンペーンガールに桃乃木かな、桜空もも、楓カレン、希島あいり、西宮ゆめ、明里つむぎ、梓ヒカリ、長浜みつり、さくらわかなと共に選出された。
2024年9月7日に冠ラジオ番組の『古川ほのかののーぷろぶれむ』でゲストに桃園怜奈を迎えて2回目の公開収録が行われた。
2024年9月14日15日の1泊2日で初のバスツアーが開催された。
同年9月23日週FANZA通販ランキングでは、共演作『【MOODYZ! S1! アイデアポケット!】美少女パラダイス 夢の大共演スペシャル!! 古川ほのか 未歩なな 八木奈々』（MOODYZ）が初登場2位にランクイン。
同年10月20日に福島裕二による2回目の「古川ほのかブックレット撮影現場体験イベント」が行われた。同年12月には東風克智が選評した「アサ芸セクシーアワード2024」にて、4月発売の『クセ強ファン感謝祭』がドキュメンタリー賞に選出。東風はそれまでの古川のゆるカワキャラが崩壊し、暴言や相手の顔への放尿などサディスティックな才能が開花。「ほのかちゃんのキャラ変のターニングポイントになりました」と論じている。
2025年4月26日に冠ラジオ番組の『古川ほのかののーぷろぶれむ』で3回目の公開収録が行われた。イベントでは乾杯ドリンクが手渡しされた。
同年5月5日週FANZA通販フロアランキングにて、出演した『日本よ、これがアイポケだー。 BEAUTY VENUS THE HARLEM もう絶対に揃わない夢の究極共演！！ 痴女プレイ全10コーナー330分！』が初登場2位を記録。また5月16日より開催のキャンペーン企画『アイポケキャンペーン2025』キャンペーンガールに、長浜みつり、桃乃木かな、桜空もも、明里つむぎと共に選出された。
同年6月29日、事務所移籍に伴い「古乃ほの」への改名を発表。
同年6月30日週FANZA通販フロアランキングにて、出演した『BEAUTY VENUS THE HARLEM-episode3- 24時間強●フル勃起！チ○ポ争奪！年中発情期の美人5姉妹に痴女られて賢者タイム無しのハメっぱなし同棲生活 西宮ゆめ 古川ほのか さくらわかな 佐々木さき 愛才りあ』が初登場10位となる。

## 人物
自称・陰キャタイプで人見知り。マイペースな性格で、心を開くまではちょっと長めと述べている。一方で、初のインタビュー取材ではインタビュアーに質問攻めするほど好奇心は強い。Mi LUNA from お月ちゃんのうたメンバーでもある未歩ななからは性格を「ひとことで言うと、マジメ」、葵いぶきからは「人の良いところを見つけるのが上手」「人のことをよく見てる」、石原希望からは「ゆるんでるときはちゃんと注意してくれるし、インタビューの場もちゃんと締めてくれる」と評されている。
偏差値39の底辺高校卒で度々学歴コンプレックスを述べており、AV女優になってからが青春だと語っている。
交際相手に求める条件の問いに「見た目は全然関係なくて。外見は、必要最低限清潔であれば。」と答えている。
AVデビューするにあたって絶対にしてみたかったプレイは3Pで、「特に好きなのが、女の人がバックで突かれながらフェラしているアレ」で、「初めての3Pは感動したし、興奮した」とインタビューで語っている 。
『週刊プレイボーイ』での特集「顔だけでヌケる!!　新世代「いい女」AV女優10人!!」の一人として取り上げられ、AVライターのくろがね阿礼に「男がドハマリしてしまう魔性の新人女優」として紹介された。
今後の抱負は、いろんな人に愛される女優。女優という仕事を通して写真集を出し、文章を書くこと。
2023年時点では2匹の男の子のシーズーを飼っており、寝るときも食事のときも一緒に過ごしている。
展覧会や映画館に行くのが好きで、映画は暗い話を好んで観ている。小説は小川洋子、江國香織、森見登美彦、桜庭一樹の作品が好きで、感情を丁寧に言葉にする作家が好き。ただし人に薦めてもらった映画や小説は「感情のお古をもらったみたい」で、薦められれば薦められるほど読めない性格。AV女優という仕事上で演技部分は心配事の一つであったが、前述の小説好きが幸いしてか、誰かになりきることは好きなため、台本通りに覚えることは苦手としているが、登場人物を想像して話す即興性の強い演技に定評がある。
舞台版月ともぐら 胸キュングランプリの感想として「トム・ブラウンさんで本当に良かった」「私は最初から最後まで自分たちのチームが1位になると信じていた」と答えている。
Mi LUNA from お月ちゃんのうたのデビュー曲のジャケット＆アーティスト写真撮影後の感想として「女の子と写真を撮るのが初めてだったので、初めて写真を撮られた時の気持ちになりました」「マイナスな気持ちからワクワクの気持ちに変化して、背筋が伸びる思いでした」と答えている。
ファンのみんなに会いダイレクトに愛を伝えていただくことが仕事の楽しさだと感じ、直接「好きだよ」と返せることも、この仕事のうれしいところだと答えている。
一番仲いいのは未歩ななだが、実は人間としてすごい苦手なタイプ。しかし自分にないものを持っているから、プライベートで会っても仕事で会ってもすごい刺激を受けていると答えている。
落ち着いた、深みのある人間になりたいのでネイビーが自分の将来を思い浮かべたイメージ。それを踏まえて目標は褒め言葉を素直にそのままありがとうって受け取れる、まっすぐな人間になりたいし、もっと自信を持ちたいと答えている。
奪いたいというよりは、好きになったら気持ちを伝えずにはいられなくて「相手に彼女や奥さんがいても告白しちゃう」と発言している。
普段の服装はシンプルで柄とかは着ない。こだわりとして主張をしない服を選んでる。友人と遊びに行くならミニスカートとかオフショルとか可愛い感じの服を着る。異性とデートならタイトワンピとか、女性らしい身体のラインがわかる服。

## 作品
◎はBD版発売作品。

### アダルトビデオ
- FIRST IMPRESSION 154 古川ほのか（5月10日、アイデアポケット）
- 未体験AVエッチ4本番 初めて尽くし全7コーナー220分!!古川ほのか（6月14日、アイデアポケット）
- 小悪魔エロ痴女ナースは口内射精がお好き 古川ほのか（7月12日、アイデアポケット）◎
- 絶対的美少女と交わすヨダレだらだらツバだくだく濃厚な接吻とセックス 古川ほのか（8月9日、アイデアポケット）
- 出張先が記録的豪雨で童貞部下と突然相部屋に… 雨で濡れた身体に興奮した部下に襲われ朝まで9発のびしょ濡れ絶倫性交 古川ほのか（9月13日、アイデアポケット）
- 絶頂覚醒 もうセックスなしでは生きていけない… 絶頂イキ143回 マ○コ痙攣1882回 鬼ピストン3511回 快感潮測定不能 古川ほのか（11月8日、アイデアポケット）
- 好きになるのは私の自由ですよね… 新人OLほのかの絶対に断れないあざと誘惑セックス 古川ほのか（12月13日、アイデアポケット）

- 「私とホテルで休憩しようよ?」 新入社員歓迎会で酔いつぶれた僕が会社の小悪魔受付嬢に逆お持ち帰りされ朝まで精子搾り抜かれた一夜。 古川ほのか（2月14日、アイデアポケット）
- 死ぬほど大嫌いな上司と出張先の温泉旅館でまさかの相部屋に… 醜い絶倫おやじに何度も何度もイカされてしまった私。 古川ほのか（3月14日、アイデアポケット）
- あざと誘惑 ほのか先生のベロキス授業 ～先生とキスしたらどうかしちゃうかもよ～ 古川ほのか（4月11日、アイデアポケット）
- 「ノーパンノーブラだよ」 仕事帰りに直行! やみつきドスケベ添い寝リフレ 【完全受け身型】やられ放題の快感射精店 古川ほのか（5月9日、アイデアポケット）
- 出向先へ向かう通勤電車の2時間ずっと焦らされ…開発されて… 1ヶ月に及ぶ電車痴●で全身性感帯にされてしまった私… 古川ほのか（7月11日、アイデアポケット）
- 身代わり肉便器 射精しても射精しても終わらない絶倫極道オヤジとの10日間監禁生活 古川ほのか（8月8日、アイデアポケット）
- 夏休み、地味なメガネ図書館司書が閉館後汗だくでいつもボクのち○ぽをゆっくり味わうように痴女る。 古川ほのか（9月12日、アイデアポケット）
- ボクのチ○ポが好き過ぎておしゃぶりが止まらないほのかとのフェラチオ同棲生活 古川ほのか（10月10日、アイデアポケット）
- 配信限定:ナチュポケ REC:古川ほのか ハメ撮り IP女優のありのまま解禁（10月27日、アイデアポケット）[55]
- 身動きとれない状態で強●的に何度もイカされ続ける失禁アクメFUCK ガチンコロックでち〇ぽ差し放題! 古川ほのか（11月14日、アイデアポケット）
- 即勃たせてくれるアゲまん 呼べば即舐め 絶倫フェラチオが～るふれんど。 口中出し9連発!! 古川ほのか（12月12日、アイデアポケット）

- 新人女子社員に焦らされ痴女られて迎える最高に深い射精 逆夜●いNTR 古川ほのか（1月9日、アイデアポケット）[56]
- 祝1周年!! 初ベスト ほのたんといっしょ 古川ほのか（1月30日、アイデアポケット）※単体ベスト
- 私の副業は、ゼロ距離淫語でM客をいじめる痴女エステティシャン 古川ほのか（2月13日、アイデアポケット）
- 「女1人で参加したのが間違いでした…」 宅飲みで同級生達に廻された女子大生。 これはレ×プじゃない…あくまで合意の上のSEX…だよなww 古川ほのか（3月12日、アイデアポケット）[57]
- 【クセ強ファン感謝祭】古川ほのかがドMファンの自宅に突撃ドキュメントSEX（4月9日、アイデアポケット）[58]
- 久しぶりに再会したお従姉ちゃんの美脚と無防備パンスト誘惑にボクは理性を抑えきれず真夏の暴走ピストン 古川ほのか（5月14日、アイデアポケット） [59]
- 可愛いくてエロい後輩OLをホテルへお持ち帰りしたら… 度を越えた≪絶倫女≫で返り討ちにあった。 古川ほのか（6月11日、アイデアポケット）[60]
- 人妻自宅エステサロン 醜いゲス隣人の絶倫チ〇ポで何度もイカされてしまった美人エステティシャン 古川ほのか（7月9日、アイデアポケット）[61]
- 純愛再び… またアナタと愛し合う 大好きだけど別れた愛人と再会SEXしたら体の相性抜群で朝を迎えるまで何度も何度も求め合った 古川ほのか（8月13日、アイデアポケット）[62]
- 【完絶】-KANZETSU- ポルチオ開発！Gスポット追撃突き! 性器激震 超絶オーガズムFUCK 大潮噴射ダダ洩れ!!!!! 古川ほのか（9月10日、アイデアポケット）[63]
- カースト上位の上級生徒の機嫌を損ねた新人教師 逆恨み集団レ×プ 初女教師 凌●ドラマ 古川ほのか（10月8日、アイデアポケット）[64]
- 【MOODYZ! S1! アイデアポケット!】美少女パラダイス 夢の大共演スペシャル!! 古川ほのか 未歩なな 八木奈々[65]（11月5日、MOODYZ）
- 立場逆転 いつも僕をバカにしてくるムカつく女上司を3日間… 絶対服従性処理メイドにしてやった! 古川ほのか（11月12日、アイデアポケット）[66]
- 家庭訪問先のゴミ部屋親父に媚薬キメセクかまされイカされ続けた潔癖クソ真面目女教師 古川ほのか（12月10日、アイデアポケット）[67]

- ≪チェックアウトまでの時短性交≫ ベッドメイキングに訪れた人妻美女ホテルスタッフを口説き手を出してしまいました… 客も従業員も密室では男と女…「どうやら彼女は欲求不満らしい。」 古川ほのか（1月14日、アイデアポケット）[68]
- パンストマニアの標的になった美脚女教師 心折るまで終わらない狂気的ストーカーの粘着性交 古川ほのか（2月11日、アイデアポケット）[69]
- 新入社員の古川さんが取引先のおやじ相手に逆バニーコスで大奮闘！スレンダーえちえちBODYで風俗接待するっきゃない⁉︎ 古川ほのか（3月11日、アイデアポケット)[70]
- 古川ほのか 2周年新作12タイトル35本番8時間SPECIAL（3月11日、アイデアポケット）※単体ベスト
- ≪怒りの倍返し!!!≫ 罵倒クチワル生意気娘に喉奥イラマチオハンドルでキメてやった。 古川ほのか（4月8日、アイデアポケット）
- クセ強キモファン感謝祭!! 日頃のお礼を込めてドM男子をじっくりねっとり意地悪に痴女りまくる1泊2日無制限射精お泊りキャンプ2025 古川ほのか（5月13日、アイデアポケット）
- 昨日会ったばかりの男とノリでヤッて、ダラダラ過ごして、気分次第でまたヤるー。女のリアルな日常。だけど、なんだかエロい普通のセックス。 古川ほのか（6月10日、アイデアポケット）
- 日本よ、これがアイポケだー。 BEAUTY VENUS THE HARLEM もう絶対に揃わない夢の究極共演!! 痴女プレイ全10コーナー330分! 桜空もも 長浜みつり 西宮ゆめ 古川ほのか さくらわかな 佐々木さき 愛才りあ 役野満里奈（6月10日、アイデアポケット）◎
- 未亡人特有の背徳的色気に吸い寄せられ駄目だとわかっていても亡兄の愛妻に欲情した3回忌の夏 古川ほのか（7月8日、アイデアポケット）
- 俺のことが昔から大好きな幼馴染に1ヶ月の禁欲をさせて彼女不在中にハメまくった甘くも切ない3日間 古川ほのか(8月12日、アイデアポケット)
- BEAUTY VENUS THE HARLEM-episode3- 24時間強●フル勃起！チ○ポ争奪！年中発情期の美人5姉妹に痴女られて賢者タイム無しのハメっぱなし同棲生活 西宮ゆめ 古川ほのか さくらわかな 佐々木さき 愛才りあ(8月12日、アイデアポケット) ◎

### アダルトVR
- 【古川ほのか初VR】大ボリューム168分 2SEX 6コーナー!!キスしまくりおっぱい舐めまくりち○ぽいじられ放題!朝から晩までイチャハメ神同棲（9月22日、アイデアポケット）

- 【HQ超高画質!】古川ほのかに射精の瞬間もベロキスで塞がれたままフィニッシュする究極キス企画第6弾!人物の色味バッチリ綺麗!キス中心のあざと誘惑SEX!アナタがイク時も「ほのか」がイク時も密着接吻でねっとりフィニッシュ!（4月28日、アイデアポケット）
- 【HQ超高画質!】 痴女お姉さんに24時間ず～っと犯●れるVR 射精しても射精しても許してくれないほのかの絶倫性交 古川ほのか（6月9日、アイデアポケット）
- 【8KVR】 古川ほのかと究極イチャラブ同棲生活VR かつてないほどの臨場感! 超鮮明で超リアル! ノーカットで体感する究極のセックス! 古川ほのか（7月21日、アイデアポケット）
- 【8K × 顔面特化VR】 ドキドキが止まらない! 古川ほのかの吐息や鼓動を至近距離で感じながら超リアルな没入セックスVR! 可愛い顔が際立つ超鮮明映像! かつてないほどリアルな密着SEXを体感!（9月15日、アイデアポケット）
- 8Kソープ イチャイチャ接吻大好きソープ嬢 ～常連以上、彼氏未満のタメ口接客でずーっとベロキス～ 古川ほのか（11月10日、アイデアポケット）
- 8K密着誘惑!! なんでも欲しがる彼女の友達ほのかちゃんの次のターゲットはボク…? 古川ほのか（12月8日、アイデアポケット）

- 8KVR! ラブホ相部屋逆NTR 超高画質と天井特化で体感する小悪魔女子社員のもの凄い痴女テクとドエロい腰使いに大量射精6発! 古川ほのか（1月12日、アイデアポケット）
- 8KVR 天井特化 × 誘惑ナース 古川ほのか（2月23日、アイデアポケット）
- 「トロけさせてアゲル…」 トロけるディープキス激情接吻Sex VR 古川ほのか（6月14日、アイデアポケット）
- ＜映像美・距離感・リアル感＞ 最高のプレイヤー体感VR 追撃弾丸ピストンで≪古川ほのか≫を限界までイカせろ!!（8月16日、アイデアポケット）
- あざと誘惑! 美人家庭教師の童貞君筆おろし講座8KVR 古川ほのか（11月18日、アイデアポケット）
- 東京郊外に存在する予約の取れない高級ホテル 宿泊中は何回でも発射できる射精サービス付きのホテルだった…8KVR 古川ほのか（12月6日、アイデアポケット）

- 超高画質8K映像! 彼女がいるのに密着ささやき淫語と美脚誘惑でボクを口説いてくるエッチなお姉さん 長尺133分! 2SEX! 6射精! 古川ほのか(2月7日、アイデアポケット)
- グイグイ迫り誘う積極的なメンエス嬢のカゲキな施術体感8K VR 古川ほのか（4月1日、アイデアポケット）
- 大人になった今だからこそ子供に戻りたい M男専用大人保育園 現役保母さん監修！全編こだわり幼児言葉＆癒し幼児プレイ完全再現！ 古川ほのか(7月1日、アイデアポケット)
- ななとほのか 双子姉妹パラダイス 親の再婚で同居することになった生意気で、大人びた、思春期の妹2人がロリコン陰キャなボクの人生を狂わせる 古川ほのか 未歩なな（7月6日、S1 NO.1 STYLE）

### イメージビデオ
- Honoka Be my sweetheart・古川ほのか（2022年11月17日、REbecca）[71] ◎
- 湯女美人/古川ほのか（2024年2月28日、スパイスビジュアル）

### デジタル写真集
- We are IdeaPocket! Special Photo Book 2023（2023年2月24日、FANZA BEAUTY COLLECTION）※アイデアポケット専属女優13名によるデジタル写真集。FANZA限定配信。
- Honoka Be my sweetheart 古川ほのか（2023年4月14日、REbecca）
- ＃Escape 古川ほのか（2023年5月15日、ジーオーティー、撮影：manimanium）[72]
- We are IdeaPocket! Special Photo Book 2024（2024年5月17日、FANZA BEAUTY COLLECTION）※アイデアポケット専属女優10名によるデジタル写真集。FANZA限定配信。
- IDEAPOCKET COLLECTION vol.1（2024年12月25日、a-list photo anthology）※アイデアポケット専属女優7名によるオムニバス写真集。
- AV大好きキャンペーン2025フォトブック（2025年1月31日、FANZA BEAUTY COLLECTION）※『AV大好きキャンペーン2025』キャンペーンガール4名によるオムニバス写真集。FANZA限定配信。
- We are IdeaPocket! Special Photo Book 2025（2025年5月16日、FANZA BEAUTY COLLECTION）※「アイデアポケット」専属女優5名の未公開カットを含むオリジナルフォトブック。FANZA限定配信。

## 製品

### トレーディングカード
- Girl’s Party Collection ～THE FAN♡FUN TRUMP～（Girl‘s Party Collection）※複数の女優がモデルを務めたトレーディングカード形式のトランプ。
  - 第5弾（2023年8月9日）
  - 第7弾（2024年9月13日）

## 執筆

### コラム
- 古川ほのかの「あのねきいてねほんとはね、」（2024年1月12日[55]‐2025年4月23日、FANZAニュース）

## 出演

### テレビ
- 月ともぐら（2023年1月6日 - 12月15日・2024年1月12日 - 2月2日・2月23日 - 4月19日・7月19日 - 8月23日・11月1日 - 11月22日・12月27日・2025年4月18日 - 5月16日・7月25日 - 、テレビ東京)
- 奈々のトビラ（2023年6月16日、8月16日、エンタ!959）
- 未歩ななの始めの一歩(2023年8月21日、エンタ!959）

### ラジオ
- ねむチキ（2023年4月16日・23日・2024年4月28日・5月5日・2025年4月27日・5月4日、TBSラジオ）

### インターネットラジオ
- 古川ほのかののーぷろぶれむ♡（2023年8月31日 - 2025年6月10日、ラジオクロニクル）

 Vol.1 - Vol.21
- 古乃ほののーぷろぶれむ♡ （2025年7月8日 - 、ラジオクロニクル） [74] Vol.22

### WEB配信
- カチコチTV（2023年5月26日#125・6月2日#126 ・9月15日#141 ・9月22日#142・ 2024年1月19日#159・1月26日#160・2月2日#161・5月3日#174・5月10日#175・7月12日#184・7月19日#185・7月26日#186・10月18日#198・10月25日#199・11月1日#200、FANZA TV）

- 鶴瓶＆ナイナイのちょっとあぶないお正月2023（2024年1月1日、ABEMA）- 研究所の助手美女[75]

- 東京スキャンダルクラブ（2024年4月17日#5・4月24日#6・5月1日#7・5月8日#8・7月24日#17・7月31日#18・8月7日#19・8月14日#20、 FANZA TV）[76]

- モグライダーさん ちょっとお時間いいですか？（2023年11月2日#5・11月15日#6・12月6日#7・2024年1月17日#10・2月7日#11・2月21日#12・3月6日#13，DMM TV ）[77] [78]

- 未歩ななの始めの一歩(2025年8月19日、DMMオンラインサロン、エンタちゃん放送局)。"古乃ほの"として初めて、古川ほのか当時からだと自身2年ぶり2回目の出演。

### 舞台
- 舞台版 月ともぐら 胸キュンコラボグランプリ（2023年10月5日、東京・草月ホール）- 単車ガールズ グリーン 役[79]

### トークライブ
- お月ちゃん大集合! スペシャルトークライブイベント-ちょっとお時間いいですか?（2024年6月15日、東京・グレースバリ渋谷）[80]

### 番組イベント
- ねむチキLIVEⅢ～筋肉男と7人の美女…とナダル～supported by fempass（2025年4月18日、草月ホール）[81]

### リアル&オンラインイベント
- 八木奈々×古川ほのか　奈々のトビラトークライブ 【リアル＆オンライン同時開催】(2023年6月23日、エンタ!959)。ロフト9渋谷 (東京都)にて。

- 古川ほのか2周年記念チェキ会【リアル＆オンライン】(2024年6月23日、DMMオンラインサロン、エンタちゃん放送局)。

- 低俗トークライブ～忘年会SP～　出演：石原希望・葵いぶき・未歩なな・古川ほのか(2024年12月28日、DMMオンラインサロン、エンタちゃん放送局)ロフトプラスワンで初のトークライブを開催[82]。

- 古川ほのか新春振袖チェキ会【リアル＆オンライン】(2025年1月18日、DMMオンラインサロン、エンタちゃん放送局)。

### ミュージックビデオ
- アンと私『ソープランド』(2024年7月)

### ウェブドラマ
- ずっと一緒（2025年2月14日、fempass Cinema）‐ 桃乃 役[83]

### WEB掲載記事
- fempass掲載記事

- スマホの中身を覗き見！【古川ほのか編】（2023年6月25日）
- 君の温度　第10回　古川ほのか（2023年10月3日）
- COVER MODEL Vol.39　古川ほのか「自分の存在が誰かの救いになれていることが、今の喜びです！」（2024年2月1日）
- Midnight Street  古川ほのか×六本木（2024年3月14日）
- 彼女たちの瞬間 Vol.2 八木奈々&未歩なな&古川ほのか（2024年11月26日）